# Loma de Sinigüis
La Loma de Singüis es un pico de montaña ubicado al norte de la Laguna del Santo Cristo, Estado Mérida. A una altitud de 3.892 m s. n. m. la Loma de Singüis es una de los picos más altos en Venezuela. Singüis es parte del límite sur del estado Mérida con Barinas. Hacia el norte del páramo de Santo Cristo están el Alto de la Plata y la Peña el Hombre.

## Ubicación
La Loma de Sinigüis está ubicado en el extremo sur del páramo del Santo Cristo. Es el extremo sur del municipio Rangel del Estado Mérida y con los lagos de su falda sur hace límite con el municipio Santos Marquina del mismo Estado. Hacia el oeste se encuentran los monumentales pico Humboldt y pico Bolívar.

## Flora
La vegetación sobre los alrededores de la Loma de Sinigüis se ven poco perturbados con la excepción de la herbivoría, así como la ocasional intervención del humano en su tareas agrícolas y por el turismo que busca asociación a la naturaleza virgen de la Sierra Nevada. 
El área de la parte alta de la Loma de Sinigüis, que está por debajo de los 4000 m s. n. m., se caracteriza por una vegetación típica del páramo andino. Ella está predominantemente integrada por especies herbáceas y arbustos, ambas leñosas perennes, es decir, cuyas formas de vida tienden a ser siempreverdes  y no sobrepasan el metro de altura. Predominan los rosetales, especialmente los frailejones, especies del género Senecio incluyendo el «tabacote morado», el «huesito de páramo» (Arcytophyllum nitidum), el «Chispeador de los Andes» (Chaetolepis lindeniana), géneros de la familia de las ericáceas (Pernettya sp. y Gaultheria sp.) y cactáceas de los géneros Ferocactus que forman cojines compactos con espinas achatadas a los que se refieren frecuentemente como «plantas en cojín».
A altitudes intermedias, sobre los alrededores de la Laguna del Santo Cristo 3.500 m s. n. m., la vegetación consiste en una cobertura muy extensa de gramíneas que suelen cubrir entre 40 y 80% de los suelso. Las zonas más bajas, hacia el poblado «La Escasez» y los senderos que conducen hacia las lagunas que lo rodean se caracterizan por una vegetación que es mezcla de rosetales y pajonales en estrecha relación con pastizales y matorrales templados clásicos del páramo andino.